# Manuel Montt Balmaceda
Manuel José Montt Balmaceda (13 de octubre de 1925-24 de junio de 2022) fue un abogado, académico y escritor chileno, fundador y exrector de la Universidad Diego Portales.

## Vida personal
Fue hijo de Ambrosio Montt Wilms y de Marta Balmaceda Valdés, siendo hermano de la destacada extop model Marta Montt Balmaceda y de Raúl Montt Balmaceda. Su abuelo paterno fue Lorenzo Montt Montt. Perteneció a la emblemática familia Montt.
Su vida sufrió el primer quiebre a los 11 años, cuando jugando con otros niños sostuvo un petardo prendido hasta que le estalló, volándole la mitad del brazo izquierdo. Desde el codo hacia abajo llevaba una prótesis que pensaba eliminar, pero como le era útil para apoyarse, siguió usándola. Estudió derecho en la Universidad de Chile, obteniendo su licenciatura en Ciencias Jurídicas en el año 1954.

### Matrimonio e hijas
Estuvo casado con María Luisa Lyon Salas y de este matrimonio nacieron cinco hijas: María Luisa, Cecilia, María de los Ángeles, Paz y Paulina.

## Vida profesional
Fue fiscal de la Sociedad de Fomento Fabril (1972-1976) y exfiscal de la Caja de Compensación de Asignación Familiar 18 de Septiembre. Profesor investigador del DERTO (Facultad de Economía de la Universidad de Chile) y de Derecho del Trabajo de la misma universidad (1980-1990). Delegado del sector empresarial a diversas conferencias de la OIT (1963-1996).

## Universidad Diego Portales
Montt Balmaceda fue miembro fundador del Instituto Profesional IPEVE (1963), rector fundador de la Universidad Diego Portales (UDP)[cita requerida] (1982) y presidente de su Consejo Directivo Superior.
En junio de 2004 se separan los cargos de presidente y rector, manteniendo Manuel Montt Balmaceda el cargo de presidente de la Fundación Universidad Diego Portales y asumiendo como rector el abogado y analista político, Francisco Javier Cuadra.
Declarado “Rector Emérito” de la UDP, por su Consejo Directivo Superior (2004). Presidente del Instituto Chileno Israelí de Cultura, desde 1994 hasta julio de 2005.
A la renuncia de Cuadra como rector de dicha universidad privada en 2004, presentada el 14 de noviembre de 2005, Montt fue designado como rector interino, hasta que se designó a Carlos Peña González.
En tanto, la presidencia del Consejo, que desde la fundación de la Universidad estuvo a cargo de Manuel Montt, fue asumida por Roberto de Andraca, desde el 2 de enero de 2006.
Falleció el 24 de junio de 2022. En una carta dirigida al plantel universitario, el rector de la UDP Carlos Peña recalcó la relevancia de Montt en la historia de la casa de estudios, enunciando que esta le debe al académico "no solo su existencia material y legal, sino un espíritu alejado de todo sectarismo y alérgico a cualquier forma de dogmatismo".

## Obras
- Principios de derecho internacional del trabajo la O.I.T.. Editorial Jurídica de Chile, 1998.
- Yo no asesiné a Jimmy Carter: Esbozo de una novela vivida. Editorial Andrés Bello. Santiago de Chile, 1986.